# Anata o wasurenai
Anata o wasurenai (あなたを忘れない? lett. "Non ti dimenticherò mai") è un film del 2007 diretto da Junji Hanadō.
La pellicola è basata sulla vita e la morte di Lee Su-hyon. È uscito il 27 gennaio 2007 in Giappone; il 30 ottobre 2008 è stato uscito in Corea del Sud, col titolo Neoreul ijji nanheulgeoya (너를 잊지 않을거야?), dal medesimo significato. In altri paesi è maggiormente noto col titolo non ufficiale 26 Years Diary (riferimento a Su-hyon, morto appunto a 26 anni).
Tre giorni prima venne pubblicata la colonna sonora del film, composta da Hiroyuki Makihara e contenente anche due canzoni degli High and Mighty Color, che vennero pubblicate come singolo lo stesso giorno.

## Trama
Nel 1996 lo studente sudcoreano Lee Su-hyon, dopo aver prestato servizio militare si trasferisce a Tokyo (Giappone) per gli studi universitari e per poter allargare i propri orizzonti; la scelta è dovuta alla cultura giapponese, che da sempre affascinava il ragazzo. Lì conosce Yuri Hoshino, che frequenta la sua stessa università; scopre di avere molti interessi in comune con la ragazza (in particolare musica e sport), e poco dopo inizia una relazione con lei, sebbene resa difficile dalle barriere linguistiche e razziali.
Tra le giornate a scuola e la sua storia d'amore, la vita di Lee sembra proseguire per il verso giusto.
Il 26 gennaio 2001, Lee si trova alla stazione di Shin-Ōkubo a Tokyo, e assiste alla caduta di un uomo ubriaco sui binari; insieme al fotografo giapponese Shiro Sekine scende per tentare di salvarlo, ma i tre vengono schiacciati da un treno.
Quella stessa sera la sua fidanzata Yuri parteciperà ad una manifestazione canora, dedicandogli una canzone.

## Produzione
Il film venne girato nel 2006 e distribuito nelle sale giapponesi a partire dal 27 gennaio 2007. Le riprese coinvolsero attori sia giapponesi che coreani: un esempio è dato anche dalla coppia di protagonisti, nonché dai loro interpreti; Lee Tae-Sung è sudcoreano così come lo era Lee Su-hyon, e Mākii Onaga (al suo debutto nel mondo del cinema) è giapponese come Yuri Hoshino. Come il casting, anche la produzione coinvolse sia giapponesi che coreani. Il 30 ottobre 2008, quasi due anni dopo, venne distribuito anche in Corea del Sud, in una versione censurata (vennero tagliati circa 20 minuti).